# Nu:Tone
Nu:Tone (vlastním jménem Dan Gresham) je drum and bassový umělec hrající pod labelem Hospital Records. Jeho hlavní styl je drum and bass, ale více než ten hrává jeden z jeho podžánrů – Liquid Funk.

## Historie
Narozen roku 1976, ve svých osmi letech Dan začal hrát na klavír a o rok později se přidává k chóru v Cambridge. Poté vystudoval hudbu na Durham University a během studií, kdy zajišťoval radio show, potkal se s tehdy mladým Johnem B. S ním nejen moderoval vysílání, ale i pořádal místní klubovou noc zvanou „Subtance“ a později začal Dan připravovat program v Johnově studiu. Jejich vzájemná spolupráce a přátelství rostlo a nakonec dalo vzniknout Danově vinylovému debutu nahranému v Beta Recordings labelu roku 2001.
Od roku 2003, kdy se připojil k labelu Hospital, začala jeho hvězda růst a stal se z něj uznávaný producent, jehož nahrávky přidávají do svých mixů tak uznávaní drum and bassoví producenti a DJové jako LTJ Bukem a Dillinja. Do světa drum and bassu dostává také svého bratra Matta (známého jako Logistics) skrz kompilaci Nu:Logic, která nakonec přivedla Matta k hraní pro Hospital Records.
Jeho debutové album Brave Nu World bylo vydáno roku 2005 s velkou podporou drum and bassové komunity. DJové jako Norman Jay a Tom Middleton dělají Nu:Tonovu produkci zlatým hřebem jejich setů. V reakci na tento Nu:Tone vyjíždí na turné po celém světě od USA přes Asii po Austrálii, remixuje tracky Alice Russell a Quantic nebo produkuje pro Jennu G.
Další Nu:Tonův počin je album Back Of Beyond, které vyšlo 18. června 2007 u Hospital Records. Hostují na něm umělci jako Talc, Logistics, Commix, Pat Fulgoni, Natalie Williams a Ernesto. Album bylo vydáno na LP, CD a jako mp3 ke stažení z webu Hospital Records.

## Diskografie

### Studiová alba
| Rok  | Podrobnosti o albu                                                                                                |
| ---- | --- |
| 2005 | Brave Nu World - Vydáno: 14. března 2005 - Vydavatel: Hospital Records - Formáty: CD, digitální, vinyl            |
| 2007 | Back of Beyond - Vydáno: 18. června 2007 - Vydavatel: Hospital Records, Third Ear - Formáty: CD, digitální, vinyl |
| 2011 | Words and Pictures - Vydáno: 28. února 2011 - Vydavatel: Hospital Records - Formáty: CD, digitální, vinyl         |
| 2014 | Future History - Vydáno: 10. listopadu 2014 - Vydavatel: Hospital Records - Formáty: CD, digitální, vinyl         |
| 2021 | Little Spaces - Vydáno: 26. února 2021 - Vydavatel: Hospital Records - Formáty: CD, digitální, vinyl              |

### Kompilace
| Rok  | Podrobnosti o albu                                                                          |
| ---- | ------------------------------------------------------------------------------------------- |
| 2008 | Medical History - Vydáno: 7. března 2008 - Vydavatel: Hospital Records - Formáty: digitální |